# Futbolista del año en Hungría
El premio al Futbolista del año (Az év labdarúgója) lo otorga la Federación Húngara de Fútbol a la mejor actuación de un futbolista húngaro. El premio se entregó por primera vez en 1964 y desde 1985 también se reconoce a la mejor futbolista húngara.

## Ganadores

### Fútbol masculino

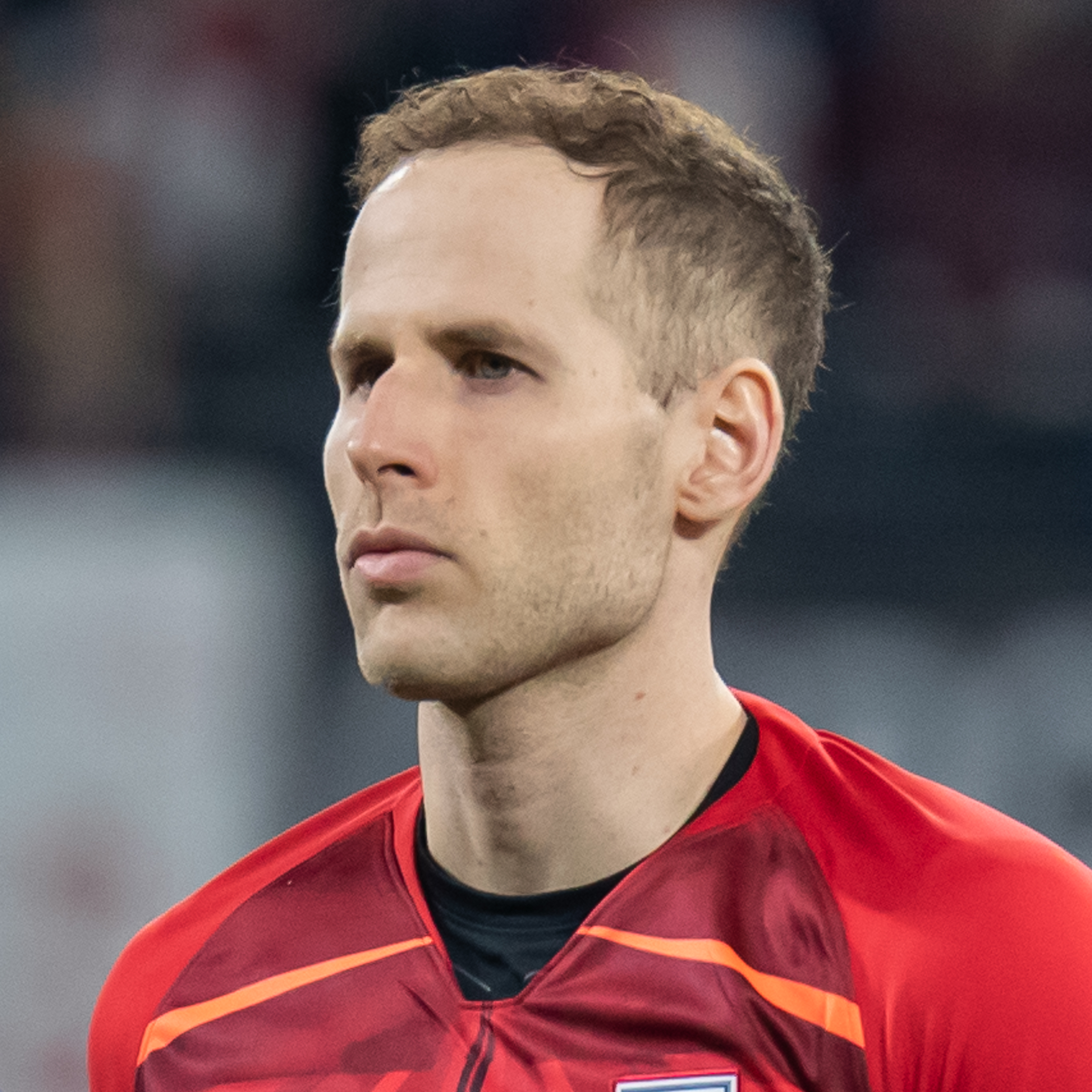
Péter Gulácsi ganó el premio tres veces consecutivas.

| Año  | Jugador          | Club                                   |
| ---- | ---------------- | -------------------------------------- |
| 1985 | Lajos Détári     | Budapesti Honvéd Sport Egyesület       |
| 1986 | Antal Róth       | Feyenoord                              |
| 1987 | Attila Herédi    | Újpesti Dózsa Sport Club               |
| 1988 | István Kozma     | Újpesti Dózsa Sport Club               |
| 1989 | József Keller    | Ferencvárosi Torna Club                |
| 1990 | Zsolt Petry      | Budapesti Honvéd Sport Egyesület       |
| 1991 | Péter Lipcsei    | Ferencvárosi Torna Club                |
| 1992 | András Telek     | Ferencvárosi Torna Club                |
| 1993 | János Árgyelán   | Békéscsabai Előre FC                   |
| 1994 | Béla Illés       | Kispest–Honvéd FC                      |
| 1995 | Péter Lipcsei    | FC Porto                               |
| 1996 | Tamás Sándor     | Debreceni Vasutas SC                   |
| 1997 | Béla Illés       | Magyar Testgyakorlók Köre Futball Club |
| 1998 | Gábor Király     | Hertha BSC                             |
| 1999 | Pál Dárdai       | Hertha BSC                             |
| 2000 | Miklós Fehér     | FC Porto                               |
| 2001 | Attila Tököli    | Dunaferr                               |
| 2002 | Zoltán Gera      | Ferencvárosi Torna Club                |
| 2003 | Imre Szabics     | SK Sturm Graz                          |
| 2004 | Zoltán Gera      | West Bromwich Albion                   |
| 2005 | Zoltán Gera      | West Bromwich Albion                   |
| 2006 | Szabolcs Huszti  | Hannover 96                            |
| 2007 | Tamás Hajnal     | Karlsruher SC                          |
| 2008 | Roland Juhász    | RSC Anderlecht                         |
| 2009 | Roland Juhász    | RSC Anderlecht                         |
| 2010 | Balázs Dzsudzsák | PSV Eindhoven                          |
| 2011 | Gergely Rudolf   | Panathinaikos Athen                    |
| 2012 | Ádám Szalai      | 1. FSV Mainz 05                        |
| 2013 | Szabolcs Huszti  | Hannover 96                            |
| 2014 | Balázs Dzsudzsák | FC Dinamo Moscú                        |
| 2015 | Gábor Király     | Fulham FC                              |
| 2016 | Ádám Nagy        | Bologna FC                             |
| 2017 | Nemanja Nikolics | Chicago Fire                           |
| 2018 | Péter Gulácsi    | RB Leipzig                             |
| 2019 | Péter Gulácsi    | RB Leipzig                             |
| 2020 | Péter Gulácsi    | RB Leipzig                             |

### Fútbol femenino

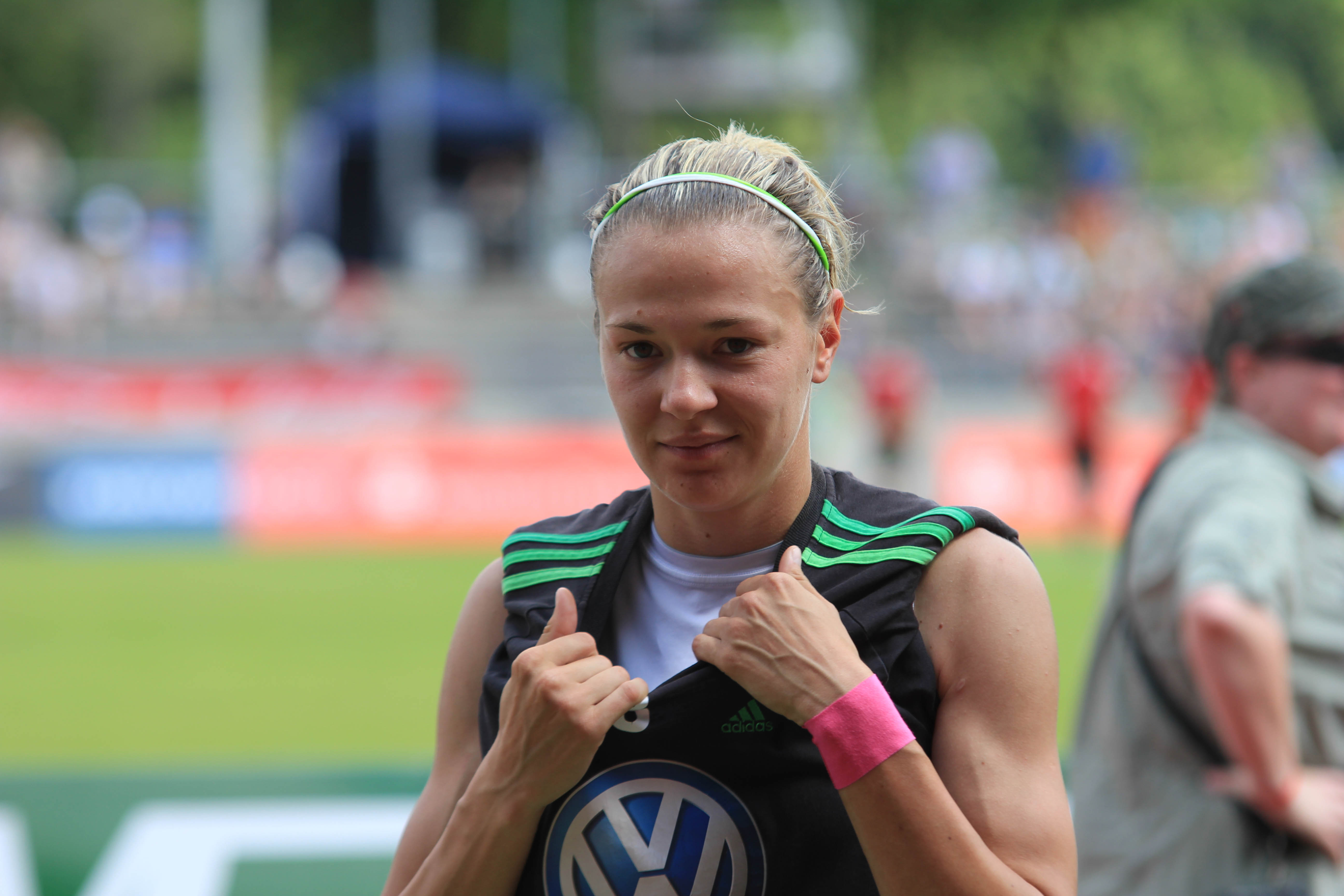
Zsanett Jakabfi, nueve veces ganadora del premio.

| Año  | Jugadora          | Club                             |
| ---- | ----------------- | -------------------------------- |
| 1993 | Katalin Mester    | László Kórház SC                 |
| 1994 | Éva Szarka        | László Kórház SC                 |
| 1995 | Katalin Mester    | László Kórház SC                 |
| 1996 | Györgyi Sebestyén | László Kórház SC                 |
| 1997 | Szilvia Ruff      | László Kórház SC                 |
| 1998 | Anett Nagy        | László Kórház SC                 |
| 1999 | Anita Pádár       | László Kórház SC                 |
| 2000 | Katalin Mester    | László Kórház SC                 |
| 2001 | Aranka Paraoánu   | László Kórház SC                 |
| 2002 | Anikó Kerekes     | László Kórház SC                 |
| 2003 | Aranka Paraoánu   | László Kórház SC                 |
| 2004 | Erzsébet Milassin | US Compiègne                     |
| 2005 | Aranka Paraoánu   | László Kórház SC                 |
| 2006 | Anett Nagy        | 1. FC Femina                     |
| 2007 | Aranka Paraoánu   | László Kórház SC                 |
| 2008 | Zsanett Jakabfi   | MTK Hungária FC                  |
| 2009 | Zsanett Jakabfi   | VfL Wolfsburgo                   |
| 2010 | Zsanett Jakabfi   | VfL Wolfsburgo                   |
| 2011 | Anita Pádár       | 1. FC Femina                     |
| 2012 | Fanny Vágó        | MTK Hungária FC                  |
| 2013 | Zsanett Jakabfi   | VfL Wolfsburgo                   |
| 2014 | Dóra Zeller       | TSG 1899 Hoffenheim              |
| 2015 | Fanny Vágó        | MTK Hungária FC / SKN St. Pölten |
| 2016 | Zsanett Jakabfi   | VfL Wolfsburgo                   |
| 2017 | Zsanett Jakabfi   | VfL Wolfsburgo                   |
| 2018 | Zsanett Jakabfi   | VfL Wolfsburgo                   |
| 2019 | Zsanett Jakabfi   | VfL Wolfsburgo                   |
| 2020 | Zsanett Jakabfi   | VfL Wolfsburgo                   |